# Colpodidae
Famille
Les Colpodidae sont une famille de Ciliés de la classe des Colpodea et de l’ordre des Colpodida.

## Étymologie
Le nom de la famille vient du genre type Colpodidium, dérivé du grec ancien κολποδ / colpod, « courbé ; sinueux » (lui-même issu de κόλπος / kólpos, « pli ; cavité ; vallée profonde »), et du nouveau latin -idium (du grec  ειδος / eidos, « à l'aspect de »). Les noms Colpoda, Colpodea, Colpidium, Colpodidium (pour les deux derniers littéralement « ayant l'aspect d'un Colpoda »), font probablement référence  au pli sur l'organisme où se trouve le sillon buccal ,.

## Description

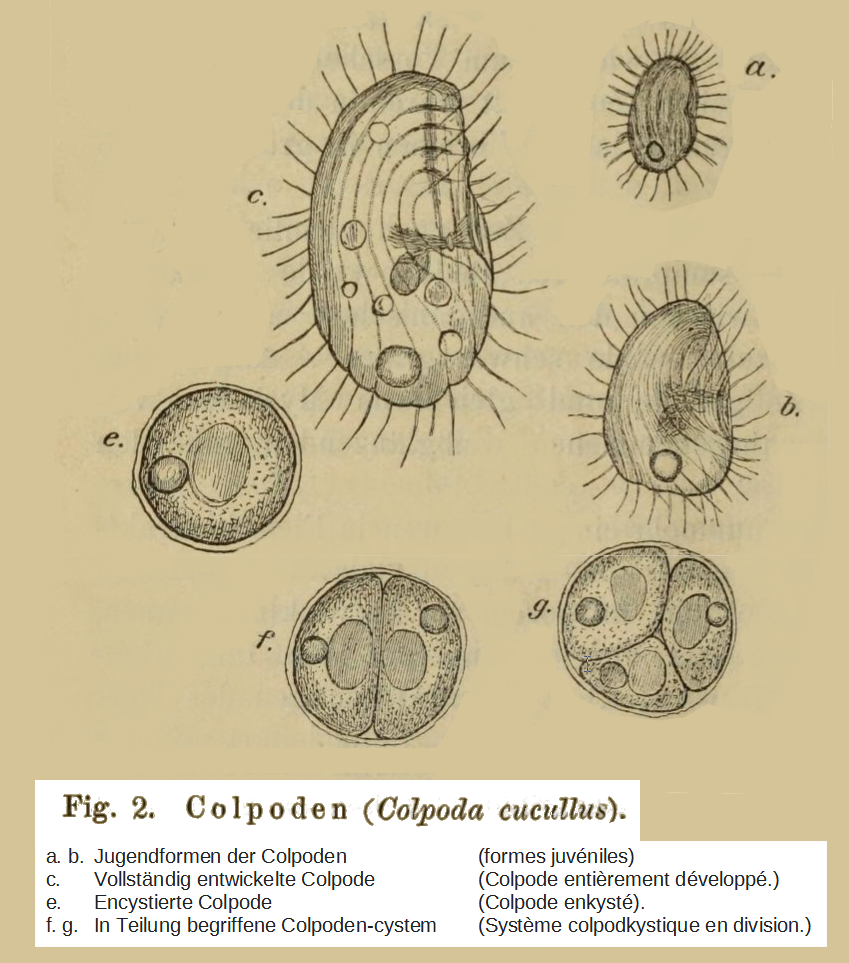
Colpoda cucullus
(d'après G. Lindner 1897).

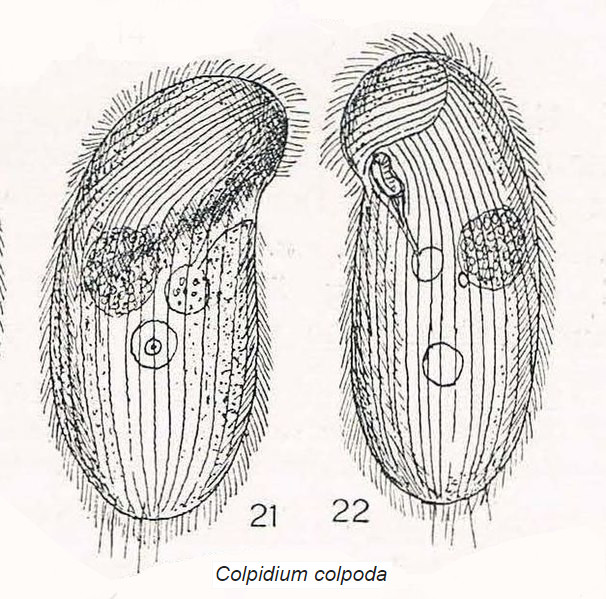
Colpidium colpoda.

En 1826, lorsqu'il créa cette famille, Bory de St-Vincent la décrivit ainsi : 

« IV°. famille des Kolpodinées.
 
Corps plus ou moins membraneux, jamais cylindracé, où des globules hyalins plus visibles, se prononcent dans la masse de la molécule constitutrice, et qui, évidemment contractile, varie de forme selon la volonté de l'animal. … (Ces organismes) sont évidemment tomipares, et se reproduisent sous l'œil de l'observateur par division ou par dédoublement. On les trouve dans toutes les eaux, depuis celle des infusions jusque dans la mer… 
Genre 12. Kolpode, Kolpoda, Muller, (1773). Corps parfaitement membraneux, atténué au moins vers l’une de ses extrémités, très variable, mais jamais au point d'étendre hors de lui-même des prolongements qui le déforment entièrement, et n'offrant en aucune partie de sa surface de replis longitudinaux ou de cavités en forme de bourse. Très  contractiles, mais jamais diffluents, les Kolpodes, transparents, rampent sur leur plat, et présentent déjà des rapports avec les planaires par leur manière de nager. »

Bory de St-Vincent incorpora quatre genres dans cette famille : Amiba, Kolpoda, Paramoecium et Triodonta ; seul le genre  Kolpoda orthographié Colpoda y a été retenu.

## Liste des genres
Selon GBIF (3 novembre 2022) :
- Apocolpoda Foissner, 1993
- Bresslaua Kahl, 1931
- Colpoda O.F. Müller, 1773
- Colpodidium Wilbert, 1982 genre type
- Corallocolpoda Alekperov, 1991
- Corticocolpoda Foissner, 1993
- Cosmocolpoda Foissner, 1993
- Idiocolpoda Foissner, 1993
- Krassniggia Foissner, 1987
- Kuehneltiella Foissner, 1990
- Paracolpoda Lynn, 1978
- Pedohymena Foissner, 1995
- Pseudomaryna Foissner, 2003
- Relicolpoda
- Tillina Gruber, 1879

## Systématique
Le nom valide de ce taxon est Colpodidae Bory de St. Vincent, 1826.